# Боурень (Балш, Ясси)
Боурень, Боурені (рум. Boureni) — село у повіті Ясси в Румунії. Входить до складу комуни Балш.
Село розташоване на відстані 321 км на північ від Бухареста, 47 км на захід від Ясс.

## Населення
За даними перепису населення 2002 року у селі проживали 1607 осіб, усі — румуни. Усі жителі села рідною мовою назвали румунську.